# Alpine A524
Alpine A524 — болід Формули-1, розроблений і виготовлений командою Альпін, яка бере участь у чемпіонаті Формули-1 2024 року. Це четвертий болід Формули-1 команди Альпін після ребрендингу команди Рено. Пілотами A524 стали Естебан Окон та П’єр Гаслі, а обов’язки резервного пілота взяв на себе колишній пілот Формули-2 та учасник Академії Альпін Джек Дуен. Дуен замінив Окона в останній гонці сезону в Абу-Дабі.

## Історія
Альпін представила автомобіль під час презентації на своєму заводі в Енстоуні 7 лютого 2024 року. Болід отримав спочатку ліврею з великою кількістю непофарбованого вуглецевого волокна з синіми та рожевими смугами по всій машині. У партнерстві з титульними спонсорами BWT було випущено дві лівреї, традиційну блакитну та рожеву. Після передсезонних випробувань на конусі передньої частини носа була додана синя смуга. Рожева ліврея залишилася без змін. Автомобіль вперше з'явився на Гран-прі Бахрейну 2024 року. Слабкими сторонами автомобіля виявились недостатнє зчеплення з трасою, відсутність притискної сили, а також перевищення мінімальної ваги на 11 кілограм. Ця додаткова вага виникла в результаті спроби посилити монокок, який не пройшов випробування на бічні навантаження. На Гран-прі Китаю команда привезла полегшену версію шасі.

## Підсумок сезону
Результати Alpine A524 на трасі порівняно з попередніми болідами команди одразу визнали провальними на Гран-прі Бахрейну, зайнявши останні два місця на стартовій решітці під час кваліфікації та фінішувавши сімнадцятими та вісімнадцятими попереду Вальттері Боттаса, який втратив багато часу через невдалий піт-стоп, і Логана Сарджента. Неприємності Альпін продовжилися на Гран-прі Саудівської Аравії, де обидва гонщики знову не змогли вийти в другий сегмент кваліфікації: Окон показав сімнадцятий час, а Гаслі – вісімнадцятий. У той час як Гаслі зійшов після підготовчого кола через проблему з коробкою передач, Окон зумів фінішував тринадцятим. На Гран-прі Австралії Окон пройшов в другий сегмент кваліфікації, але показав тільки п'ятнадцятий час, Гаслі кваліфікувався сімнадцятим. Гаслі фінішував тринадцятим, отримавши п'ять секунд штрафу, а Окон шістнадцятим — останнім на трасі після сходу Джорджа Рассела. На Гран-прі Японії Окон знову кваліфікувався п’ятнадцятим, а Гаслі — сімнадцятим, обидва гонщики фінішували п’ятнадцятим і шістнадцятим відповідно.
Під час першого спринтерського вікенду на Гран-прі Китаю Гаслі та Окон кваліфікувалися до спринту шістнадцятим і сімнадцятим відповідно, Окон фінішував в спринті тринадцятим, а Гаслі п’ятнадцятим. Обидва боліди Альпін пройшли в другий сегмент кваліфікації до основної гонки. Окон, який кваліфікувався тринадцятим, фінішував одинадцятим, а Гаслі, який кваліфікувався п'ятнадцятим, фінішував тринадцятим.
Під час спринтерської кваліфікації на Гран-прі Маямі Гаслі та Окон посіли шістнадцяте та тринадцяте місця відповідно. Окон фінішував п'ятнадцятим, а Гаслі — дев'ятим, це стало найвищою фінішною позицією Альпін на той час. Обидва Альпін потрапили до другого сегменту кваліфікації до основної гонки. Гаслі, який кваліфікувався дванадцятим, так і фінішував дванадцятим в гонці. Окон, який кваліфікувався тринадцятим, фінішував десятим, забезпечивши Альпін перше очко в сезоні.

## Результати
| Рік      | Команда            | Двигун              | Шини | Гонщик       | Гран-прі | Гран-прі | Гран-прі | Гран-прі | Гран-прі | Гран-прі | Гран-прі | Гран-прі | Гран-прі | Гран-прі | Гран-прі | Гран-прі | Гран-прі | Гран-прі | Гран-прі | Гран-прі | Гран-прі | Гран-прі | Гран-прі | Гран-прі | Гран-прі | Гран-прі | Гран-прі | Гран-прі | Очки | Місце |
| Рік      | Команда            | Двигун              | Шини | Гонщик       | БАХ      | САУ      | АВС      | ЯПО      | КИТ      | МАЯ      | ЕМІ      | МОН      | КАН      | ІСП      | АВТ      | ВЕЛ      | УГО      | БЕЛ      | НІД      | ІТА      | АЗЕ      | СІН      | США      | МЕХ      | САП      | ЛВГ      | КАТ      | АБУ      | Очки | Місце |
| -------- | ------------------ | ------------------- | ---- | ------------ | -------- | -------- | -------- | -------- | -------- | -------- | -------- | -------- | -------- | -------- | -------- | -------- | -------- | -------- | -------- | -------- | -------- | -------- | -------- | -------- | -------- | -------- | -------- | -------- | ---- | ----- |
| 2024     | BWT Alpine F1 Team | Renault E-Tech RE24 | P    | П'єр Гаслі   | 18       | Схід     | 13       | 16       | 13       | 12       | 16       | 10       | 9        | 9        | 10       | НС       | Схід     | 13       | 9        | 15       | 12       | 17       | 12       | 10       | 37       | Схід     | 5        | 7        | 65   | 6     |
| 2024     | BWT Alpine F1 Team | Renault E-Tech RE24 | P    | Естебан Окон | 17       | 13       | 16       | 15       | 11       | 10       | 14       | Схід     | 10       | 10       | 12       | 16       | 18       | 9        | 15       | 14       | 15       | 13       | 18       | 13       | 2        | 17       | Схід     |          | 65   | 6     |
| 2024     | BWT Alpine F1 Team | Renault E-Tech RE24 | P    | Джек Дуен    |          |          |          |          |          |          |          |          |          |          |          |          |          |          |          |          |          |          |          |          |          |          | 15       |          | 65   | 6     |
| Джерело: |                    |                     |      |              |          |          |          |          |          |          |          |          |          |          |          |          |          |          |          |          |          |          |          |          |          |          |          |          |      |       |

* Сезон триває.